# Friedrich von Alberti
Friedrich August von Alberti, född 4 september 1795, död 12 september 1878, var en tysk geolog och bergsman.
Alberti var verksam i den tyska saltindustrin som direktör för saltverket i Bad Friedrichshall. Alberti har infört benämningen Trias för den brokiga standstenen, musselkalken och keupern. År 1836 särskilde han för Tyskland dessa tre bildningar, och har i senare arbeten ytterligare bidragit till kännedomen om Tiasperioden.